# فيليب دويل
فيليب دويل (بالإنجليزية: Philip Doyle)‏ هو لاعب كرة قاعدة أمريكي، ولد في 20 مارس 1969 في برمنغهام في الولايات المتحدة.